# Dialeurodes nigeriae
Dialeurodes nigeriae là một loài côn trùng cánh nửa trong họ Aleyrodidae, phân họ Aleyrodinae.
Dialeurodes nigeriae được Cohic miêu tả khoa học đầu tiên năm 1966.